# Aphanapteryx bonasia
Aphanapteryx bonasia е изчезнал вид птица от семейство Rallidae, единствен представител на род Aphanapteryx.

## Разпространение
Видът е разпространен в Мавриций.